# Nunbient
Nunbient is een muziekgroep uit de Britse stad Manchester. Nunbient bestaat uit twee leden van de band Antique Seeking Nuns (ASN), te weten Matt Baber en Joff Winks. De naam Nunbient is een samentrekking van ASN en ambient. Hun eerste studioalbum verscheen op het platenlabel Burning Shed. In 2009 werd aangekondigd dat deel 2 uit de trilogie al voor 50 % gereed was en dat deel 3 al haar basis had (nog geen opnamen). De albums verschenen echter niet. De heren kregen het druk met een nieuwe band, Sanguine Hum. Nunbientmuziek is een kruising tussen ambient, progressieve rock en elektronische muziek.

## Discografie
- Nunbient One: Just Another Dark Age (2008)
- Pagans (2009)